# Paleozoanthus reticulatus
Paleozoanthus reticulatus is een Zoanthideasoort uit de familie van de Epizoanthidae. De wetenschappelijke naam van de soort is voor het eerst geldig gepubliceerd in 1924 door Carlgren.